# Lettiga

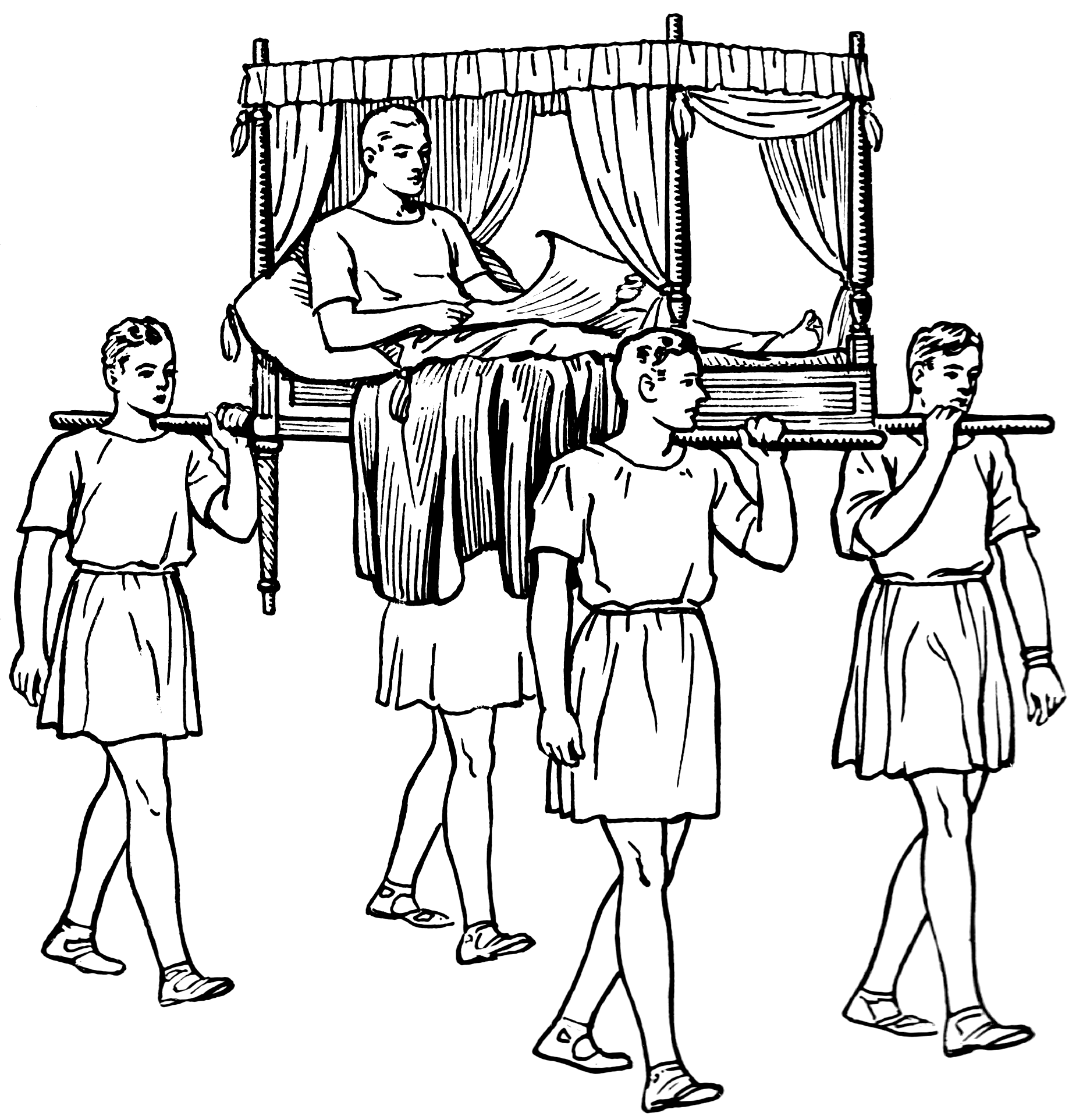
Lettiga romana

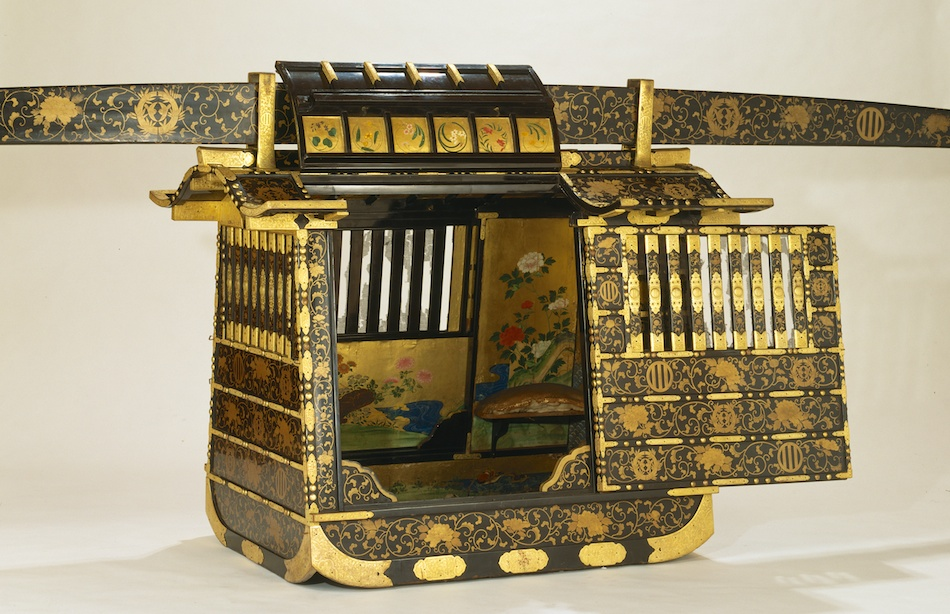
Lettiga giapponese, chiamata Kago

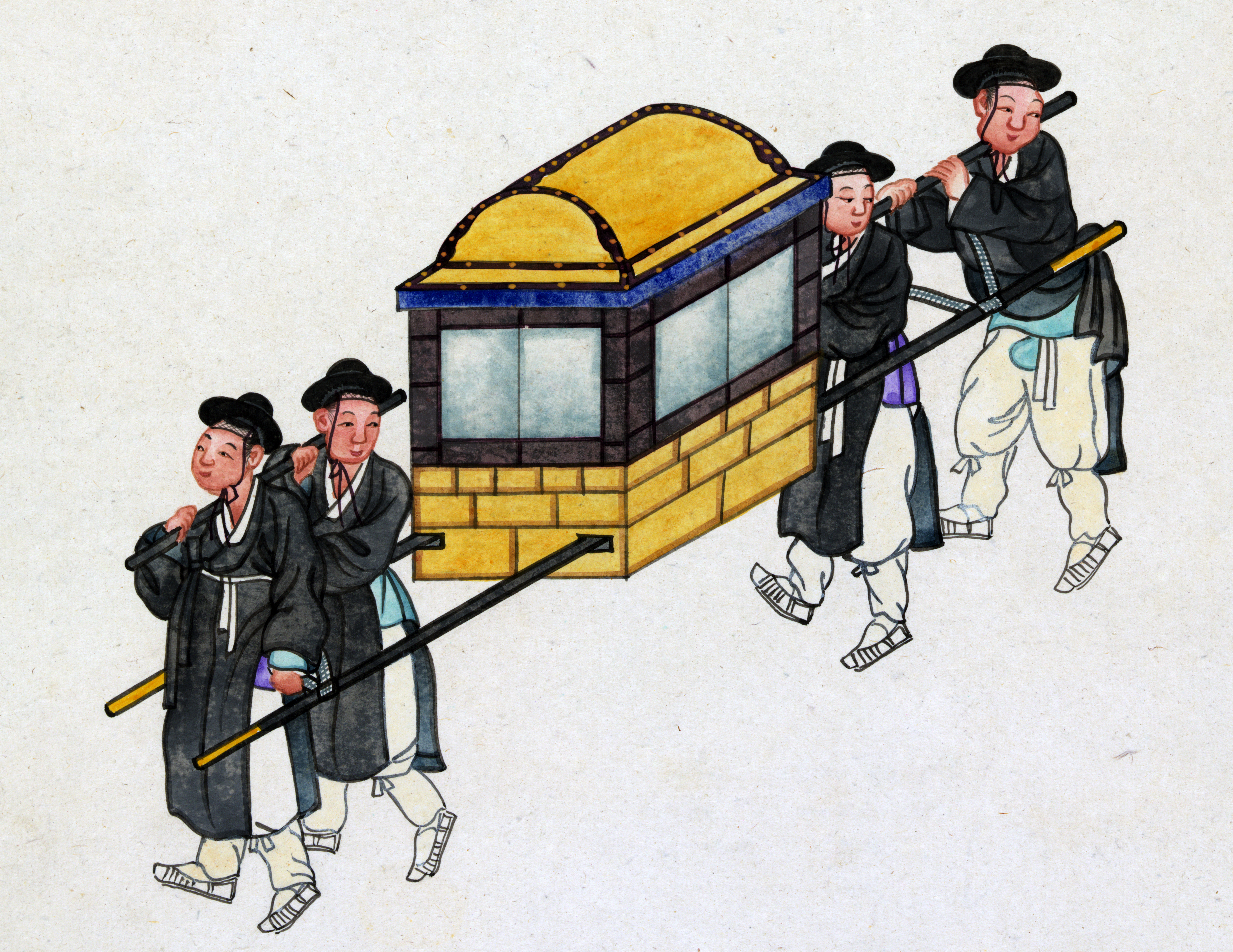
Lettiga coreana, chiamata Gama

Nell'antica Roma la lettiga (lectica) era una sorta di lettino mobile in legno, con all'interno materassi e cuscini, di solito ricoperto da un tettuccio con tende (dette vela, o pallia) ai quattro lati, usato, tramite delle lunghe aste che lo attraversavano per tutta la lunghezza, per condurre a spalle le persone. Fornita di quattro piedi, quando appoggiata in terra permetteva di far discendere agevolmente la persona trasportata.
Vi erano anche lettighe particolari a due posti, mentre la sella gestatoria era una portantina più semplice trasportata da soli due schiavi.

## Il divieto di circolazione
Nell'antica Roma non esistevano mezzi di locomozione di massa e per lo più ci si spostava a piedi poiché anche l'utilizzo di cavalli e di carri era soggetto a severe regole che ne proibivano l'uso nelle città, specialmente a Roma.
Fin dal 45 a.C., Cesare aveva emanato una legge (Lex Iulia municipalis) che instaurava in città il divieto di traffico privato, fatta eccezione per i carri che trasportavano materiali per l'edilizia pubblica, per gli spostamenti dei sacerdoti, per i carri trionfali, per le processioni dei giochi circensi, per la raccolta dei rifiuti e per i carri entrati in città senza carichi durante la notte. 
Per tutti gli altri carri la circolazione era vietata per circa dieci ore, dalla mattina al tardo pomeriggio, «intra ea loca, ubi continenti habitabitur»
L'uso dei veicoli specie durante la notte provocava naturalmente un forte rumore, quello strepitus rotarum che disturbava il sonno di molti cittadini.
Chi arrivava a Roma a cavallo o su un carro, doveva scendere alle porte della città e andare a piedi o noleggiare appositamente una lettiga. 
A questo proposito gli storici sono discordi nel ritenere che a Roma fosse possibile noleggiare lettighe: l'unica fonte è in Giovenale che malignamente allude a una ricca matrona che affitta vestiti, "amiche" e una sella. 
Sembra tuttavia legittimo ipotizzare che a Roma, nei pressi delle vie consolari che portavano in città, vi fossero dei portantini professionisti adibiti al trasporto dei viaggiatori e dei loro bagagli.

## La lettiga comestatus symbol
L'uso della lettiga agli inizi in Roma era poco diffuso, solo nel II secolo a.C. varie fonti ne attestano l'uso più frequente specie da parte dei membri più influenti della società romana. 
Aumentato nel I secolo a.C. il diffondersi delle lettighe, il divieto della legge di Cesare fece sì che l'uso fosse riservato alle matrone di età superiore ai 45 anni mentre gli uomini furono costretti a rinunciarvi.
L'imperatore Augusto spesso ne fece uso, quasi sempre di notte, per spostarsi a piccole tappe, ed impiegando così anche due giorni, per percorrere il tragitto da Roma a Preneste oppure a Tivoli.
Il divieto fu abolito sotto Nerone, tuttavia l'uso della lettiga rimase abbastanza poco frequente poiché molto costoso soprattutto perché richiedeva di solito quattro schiavi portatori che potevano aumentare sino a sei o otto. Il farsi trasportare in lettiga era quindi uno status symbol riservato a personaggi ricchi e apparentemente rispettabili mentre era vietato, proprio per una questione di severità morale, alle prostitute sia pure facoltose.
Solo l'imperatore, i senatori e i più ricchi potevano permettersi di circolare per le strade romane comodamente sdraiati, leggendo o scrivendo e osservando la plebe dall'alto delle loro lettighe dove potevano permettersi anche di dormire.
Il divieto di circolazione fu ulteriormente moderato nel III secolo d.C. quando fu consentito ai funzionari imperiali e ai senatori di usare carrozze per spostarsi così che, come racconta Ammiano Marcellino, nel IV secolo d.C. non era raro veder in Roma sconsiderati che sfrecciavano a gran velocità «... sulle ampie piazze della città e sul selciato delle strade, quasi dovessero spronare con speroni d'oro i cavalli del servizio postale»

## La lettiga nell'Islam
Fin dall'epoca preislamica, nella Penisola araba era invalso l'uso di montare una lettiga - costituita da una struttura lignea, ancorata a una piattaforma dello stesso materiale, e dotata di cortine contro il sole, la polvere, la sabbia e gli occhi indiscreti - sul dorso di un dromedario al fine di concedere maggior comfort alle donne che dovevano spostarsi, garantendo loro piena discrezione.

Il termine usato era hawdaj (in arabo ﻫﻮﺩﺝ‎?) e tra tutti forse il maggiormente noto fu quello usato da ʿĀʾisha bint Abī Bakr, vedova del profeta Maometto, che assistette dall'interno di una lettiga corazzata con placche metalliche allo svolgimento della battaglia del Cammello, dagli esiti per lei infausti.